# Sinoarundinaria
Sinoarundinaria là một chi thực vật có hoa trong họ Hòa thảo (Poaceae).

## Loài
Chi Sinoarundinaria gồm các loài: